# الرقادية
الرقادية هي إحدى الجزر الصغيرة التابعة لأرخبيل قرقنة المقابل للساحل الشرقي للبلاد التونسية.